# Fasta tillståndets fysik

Animering av en atombytesprocess som äger rum på ett fyrkantigt gitter.

Fasta tillståndets fysik (FTF) är den del av fysikvetenskapen som behandlar ämnen i fast form. Kondenserade materiens fysik är ett bredare begrepp som även omfattar flytande aggregationstillstånd. Efterforskning om fasta tillståndets fysik sker genom flera metoder, såsom kvantmekanik, kristallografi, elektromagnetism och metallurgi. FTF är det främsta området inom kondenserade materiens fysik och har dedikerade avdelningar på flera universitet i Sverige såsom Institutionen för materialvetenskap i Ångströmlaboratoriet i Uppsala, avdelningen för fasta tillståndets fysik vid Lunds universitet (Fysiska institutionen (Lunds universitet)) och vid Fysikinstitutionen på KTH. Fasta tillståndets fysik undersöker hur de storskaliga egenskaperna för fast materia uppkommer från egenskaper på atomnivå. På så vis lägger fasta tillståndets fysik grunden för materialvetenskap. Det kan även appliceras i exempelvis transistorer och halvledare.

## Bakgrund
Solida material bildas av tätt packade atomer som interagerar sinsemellan. Dessa interaktionen resulterar i de mekaniska, termiska, elektriska, magnetiska och optiska egenskaperna för fasta material. Beroende på olika faktorer vid bildandet av ett fast material kan materialets atomer forma regelbundna geometriska mönster (kristall) eller oregelbundna sådana (amorf struktur).
Merparten av fasta tillståndets fysik fokuserar på kristaller. Huvudsakligen beror detta på att periodiciteten av atomerna i kristaller främjar matematisk modellering. Därav har kristallina material ofta elektriska, magnetiska, optiska och mekaniska egenskaper som kan nyttjas i ingenjörskonst.
Krafterna mellan atomer i kristaller kan se ut på många olika vis. Exempelvis i en natriumkloridkristall (bordssalt) är kristallen uppbyggd av natrium- och kloridjoner som hålls samman med jonbindningar. I andra kristaller formar atomerna kovalenta bindningar. I metaller delar hela kristallen på elektronerna i så kallade metallbindningar. Ädelgaser å andra sidan har inte dessa typer av bindningar och hålls i fast fas samman av Van der Waals-krafter som resulterar från polariseringen av varje atoms elektronmoln. Skillnaderna mellan de olika typerna av fasta material uppkommer ur skillnaderna mellan deras bindningar.
Ett viktigt tillämpningsområde är fasta tillståndets elektronik.

## Delområden
- Kristallstruktur
- Kvasikristall
- Salter
- Metaller
- Halvledare
- Magnetism
- Supraledare
- Högtemperatursupraledare
- Flytande kristaller, amorfa material (glas, plast) och vätskor[källa behövs]

Fastatillståndsfysiken innefattar allt man kan mäta på dessa ämnen, till exempel elektriskt motstånd, värmeledningsförmåga, värmekapacitivitet, elasticitetsmodul, brytningsindex, piezoelektricitet, De Haas-van Alphen-effekten och så vidare.

## Läroböcker
Några läroböcker i området (ungefär ordnade efter tilltagande djup) är:
- Richard Turton (2000). The physics of solids. Oxford: Oxford University Press. ISBN 0-19-850352-0
- H. Peter Myers (1997). Introductory solid state physics. London: Taylor & Francis. ISBN 0-7484-0659-X
- Charles Kittel. Introduction to solid state physics. Hoboken: Wiley. ISBN 0-471-41526-X
- Ashcroft och Mermin. Solid state physics. Philadelphia: Holt-Saunders. ISBN 0-03-049346-3